# Joseph Théophile Parfait de Béziade
Joseph Théophile Parfait de Béziade (22 octobre 1770 à Paris - 11 avril 1859 à Paris), comte, puis marquis (1817) puis 3e duc d'Avaray (1829), est un militaire et homme politique français du XIXe siècle.

## Biographie
Joseph de Béziade, d'abord connu sous le nom de comte de Béziade, était le dernier fils de Claude Antoine de Béziade (1740-1829), marquis d'Avaray, l'ainé étant mort en 1811, et le second ayant été fusillé à Quiberon en 1795.
Il suivit, comme son père et comme ses frères, la carrière des armes. Entré au service, en 1787, dans les gardes du corps de Monsieur (depuis Louis XVIII), il servit, en 1788, au camp de Saint-Omer, en qualité d'aide de camp du marquis d'Avaray, son père.
Émigré en 1791, il fit la campagne de 1792 à l'armée des Princes, passa ensuite au service de la Grande-Bretagne, dans le régiment de Mortemart, et parvint au grade de colonel en 1798.
Le roi nomma le comte d'Avaray, en 1814, chevalier de Saint-Louis, lieutenant de la compagnie de chevau-léger de la Garde de S. M., et maréchal de camp le 3 août. Il a été employé avec ce grade dans la 22e division militaire en 1816, et dans la 1re division en 1818. Il a commandé le département du Pas-de-Calais (16e division militaire), depuis 1818 jusqu'en 1820. À cette dernière époque, il a été nommé au commandement du département de Loir-et-Cher, dans la 4e division militaire, auparavant la 22e. Il parvint, le 22 février 1824, au grade de lieutenant-général.
Le comte devint marquis d'Avaray en 1817, lorsque son père fut revêtu du titre ducal. Il exerçait d'autre part la charge de maître de la garde robe du roi, dont le duc d'Avaray s'est démis en 1825, en s'en réservant les honneurs.
Comme son père et ses frères, le marquis d'Avaray avait lui aussi prêté un appui constant, quoique plus modeste, à la cause royaliste. Le 23 juillet 1829, la mort récente de son père et le prédécès de ses deux frères l'appelèrent à la pairie par droit héréditaire. En même temps, il hérita du titre de duc d'Avaray.
Après la Révolution de Juillet 1830, il continua de siéger, jusqu'au jour où, l'hérédité de la pairie ayant été abolie, il donna (9 janvier 1832) sa démission de pair de France, en compagnie de douze de ses collègues : d'Arjuzon, de Beurnonville, Lecoulteux de Canteleu, etc. Le baron Pasquier, qui présidait la séance de la Chambre haute, annonça ces démissions en disant qu'elles reposaient toutes sur le fait que « la pairie n'étant plus héréditaire, les démissionnaires ne pensaient plus pouvoir être utiles à leur pays en continuant à siéger dans une chambre privée de sa qualité essentielle. » Le marquis de Dreux-Brézé réclama la lecture des lettres de démission ; Tascher et le comte d'Argout, ministre du Commerce et des Travaux publics, demandèrent, au contraire, qu'elle n'eût pas lieu. À l'unanimité moins une voix, la Chambre des pairs en décida ainsi.
Mis à la retraite, le 4 septembre 1833, comme lieutenant-général, le général d'Avaray ne joua plus aucun rôle politique.

## Décorations
- Chevalier de Saint-Louis (1814) ;
- Officier de la Légion d'honneur (1825)[2].

## Vie familiale
- Joseph-Théophile-Parfait de Béziade épousa, le 25 février 1800 à Londres, Aimée-Julie-Michel (29 juillet 1783 - Nantes ✝ 1er octobre 1859 - Blois), fille de Pierre François Michel (1755-1835), comte de Tharon, dont il eut :
  - Sophie Angélique Louise Rosalie (née en 1801 en Angleterre) , mariée, le 18 mars 1819 en l'église Saint-Thomas-d'Aquin (Paris), avec Charles-Pierre Shakerley, « esquire » ;
  - Ange Édouard Théophile (22 novembre 1802 - Avaray ✝ 2 février 1887 - Paris), marquis puis 4e duc d'Avaray, ex-officier de cavalerie, gentilhomme de la chambre du roi, marié en 1825 à Anne-Victurnienne-Mathilde (9 août 1802 - Paris ✝ 1er janvier 1887 - Château d'Avaray), fille de Victor Louis Victurnien de Rochechouart (1780-1834), 2e marquis de Mortemart, dont :
    - Louise Marie Antonie (20 novembre 1825 ✝ morte le 4 mai 1897 - Paris, lors de l'incendie du Bazar de la Charité) , mariée le 11 mai 1847 avec Audéric de Moustier (1823-1888), conseiller général de Seine-et-Marne, chevalier de la Légion d'honneur (1876), dont postérité ;
    - Jules Victor Camille (29 novembre 1827 ✝ 31 octobre 1894 - Château de Mareil-le-Guyon, Seine-et-Oise), 5e duc d'Avaray, marié le 2 mai 1855 en l'église Saint-Sulpice de Paris, avec Armande (1835-1916), fille de Pierre-Armand, 2e baron Séguier, dont :
      - Edouard Joseph Hubert Marie (15 avril 1856 - Paris ✝ 1930), marquis puis 6e duc d'Avaray, marié, à Paris le 3 février 1883 (divorcent le 3 février 1892), avec Rosalie-Françoise-Adélaïde-Caroline-Eugénie-Marie (née à Argenteau, Belgique, le 18 juillet 1862), fille d’Eugène, comte de Mercy-Argenteau, dont :
        - Antoine-Hubert-Louis-Camille-Maurice (1er octobre 1885 - Argenteau ✝ Tué le 31 mai 1921 dans accident d'automobile près de Boulogne-sur-Mer), marquis d’Avaray ;

      - Élie Marie Pierre Victor (25 février 1858 - Paris VIIe ✝ 11 février 1917 - Paris VIIe), comte d'Avaray, lieutenant de cavalerie, officier d'État-major, marié, le 11 février 1884 à Paris VIIe, avec Marie-Gabrielle-Constance-Mélanie (14 juin 1861 - Paris VIIe ✝ 12 novembre 1911 - Paris VIIe), comtesse d'Hinnisdal et du Saint-Empire, fille d'Hermann, comte d'Hinnisdal et du Saint-Empire, et dont :
        - Marie-Bernard-Edouard (26 octobre 1884 - Paris VIIe✝ 27 février 1941 - Paris VIIe), vicomte puis 7e duc d'Avaray, dernier du nom.

  - Louis-Charles-Théophile (26 avril 1818 ✝ 30 novembre 1878 - Baden-Baden), marié, en premières noces en avril 1867, à Jeanne Huck, puis en secondes noces le 19 avril 1868 à Paris, Émilie Hirth, fille de Charles Hirth et d’Albertine Merkel, sans postérité.